# Abapeba pennata
Abapeba pennata is een spinnensoort uit de familie van de loopspinnen (Corinnidae).
De wetenschappelijke naam van de soort werd in 1947 als Corinna pennata gepubliceerd door Lodovico di Caporiacco.